# Karl Friedrich Kerner

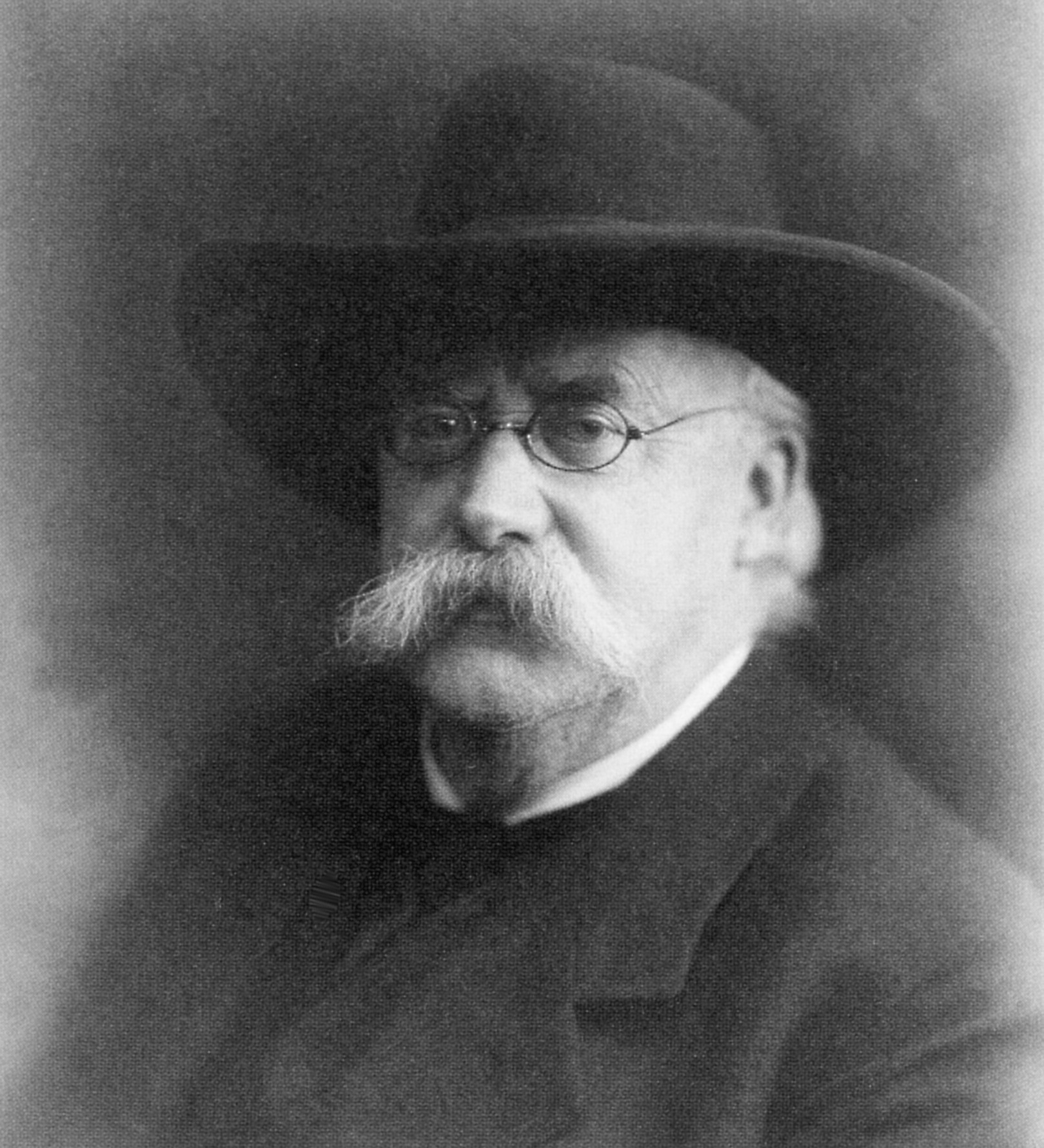
Karl Friedrich Kerner

Karl Friedrich Kerner (* 12. März 1847 in Cuxhaven; † 7. März 1920 in Rostock) war ein deutscher Wasserbau-Ingenieur und Baubeamter, der sich als Hafenbaudirektor um Wasserbauprojekte in Rostock verdient gemacht hat. Er leitete ab 1886 den Ausbau des Fährhafens Warnemünde für die Verbindung nach Gedser.

## Leben
Karl Friedrich Kerner war der Sohn eines Wasserbauinspektors und besuchte nach dem Abitur am Gymnasium in Hamburg ab 1866 das Polytechnikum Hannover. Ab 1867 studierte er an der Berliner Bauakademie. Nach Beginn des Deutsch-Französischen Krieges unterbrach Kerner 1870 das Studium und meldete sich als Einjährig-Freiwilliger zum Militär, wo er später beim Ersatz-Bataillon des Kaiser-Alexander-Garde-Grenadier-Regiments diente. Mit Ende des Krieges setzte er 1871 sein Studium fort und war danach beim Hafenumbau in Hamburg beschäftigt. Karl Friedrich Kerner leitete als Angestellter der Bauinspektion Altona die Uferbefestigungsarbeiten des Elbwerders zwischen Altona und Stade. 1872 legte er das erste Staatsexamen (Bauführerprüfung) ab. Nach seiner 1874 erfolgten Versetzung zur Elbstrom-Baudirektion wirkte er an Kanal- und Schleusenarbeiten im mittelemsischen Moorgebiet und beim Umbau des großen Emswehrs in Listrup. 1877 legte Karl Friedrich Kerner das zweite Staatsexamen (Baumeisterprüfung).
1885 wurde Kerner als Hafenbaudirektor der Stadt Rostock eingestellt und leitete den Umbau der Warnowschleuse am Mühlendamm. 1886 begann unter seiner Leitung der erste größere Umbau des Warnemünder Hafens für den Dampfschiffsverkehr nach Gedser in Dänemark. Er zeichnete für verschiedene Ufer- und Hafenbauten in Rostock und Warnemünde verantwortlich, aber auch andere kommunale Einrichtungen wurden ihm unterstellt, so die Rostocker Wasserwerke und die städtischen Straßen- und Sielbauten. Karl Friedrich Kerner war auch der Direktor der Feuerwehr.
1897 begann der Bau des Warnemünder Leuchtturms, der 1898 vollendet wurde. Von 1900 bis 1903 erfolgte der zweite Umbau des Warnemünder Hafens zur Einführung der Eisenbahnfährschifffahrt nach Dänemark – das Trajekt Warnemünde–Gedser entstand unter der Leitung Kerners. 1907 wurde mit den Arbeiten zur Schwemmkanalisation in Rostock begonnen. 1913 wurde der Wasserlauf der Warnow vor dem Petritor verlegt und ein Neubau der Petribrücke wurde notwendig, um neben dem Straßen- auch den Eisenbahnverkehr zu ermöglichen. Dazu wurde eine Klappbrücke gebaut.
1915 wurde Karl Friedrich Kerner wegen Krankheit in den Ruhestand versetzt.

## Ehrungen
In Warnemünde wurde 2010 eine Straße nach Karl Friedrich Kerner benannt. 1909 erhielt er den Greifenorden und den Dannebrogorden. Er trug den Titel Geheimer Baurat.

## Schriften
- Der Umbau des Warnemünder Seehafens. In: Zeitschrift des Vereins deutscher Ingenieure, Jahrgang 1902.
- Dampffähr-Verbindung Warnemünde-Gjedser. Werdegang und Ausführung der deutsch-dänischen Verkehrs-Verbindung. 1903.
- Der Leuchtturm bei Warnemünde. In: Zentralblatt der Bauverwaltung, 26. Jahrgang 1906.